# Portfólió
A portfólió (eredeti írásmóddal portfolio) szűkebb értelemben különféle értékpapírok összessége, amelyeket egy befektető egy adott időpontban birtokol. Tágabb értelemben vagyonösszességet jelent. A portfólió az utóbbi értelemben a portfóliókezelési tevékenységet végző számára átadott eszközök, illetve ezen eszközökből a portfóliókezelési tevékenységet végző által összeállított, többféle vagyonelemet tartalmazó eszközök összessége. Átvitt értelemben az eszközfajták alapján beszélhetünk pl. márkaportfólióról stb. 